# Географија Ирака
Географија Ирака је разноврсна и може се поделити у четири главна региона: пустињски (западно од Еуфрата), горњу Месопотомију (између Тигра и Еуфрата), северно побрђе Ирачког Курдистана и доњу Месопотамију, алувијалну раван од Тикрита до Персијског залива.
Планине на североистоку су наставак алпског система који се пружа на исток од Балкана кроз јужну Турски, северни Ирак, Иран и Авганистан све до Хималаја. Пустињск регион се налази у југозападним и централним покрајинама уз границу са Саудијску Арабију и Јордан и географски припада Арабијском полуострву.
У Ираку је пронађена глинена плочица која се сматра за најстарију познату мапу. Пронађена је 1930. током ископавања у Нузи Јорган Тепеу, код градова Харана и Киркука, око 320 km североно од Вавилона. Таблица, величине 173 mm × 193 mm, се обично датује у династију Саргона од око 2500-2300. п. н. е.

## Положај и границе
Ирак се граничи са Ираном (1.458 km) на истоку, Саудијском Арабијом (814 km) и Кувајтом (242 km) на југу, Сиријом (605 km), Јорданом (181 km) и Турском 331 (km) на западу. Дужина обале је 58 km.
Ирак се налази између 29° и 38 °CГШ и 39° и 49° ИГД (мали део Ирака се налази западно од 39° ИГД). Заузима површину од 437.072 km² и по томе је 59. држава на свету. 

## Рељеф
Већина географа дели државу у четири боласти: пустињу на југу и југозападу, област између гоњих токова Тигра и Еуфрата, побрђе на северу и североистоку и алувијалну равницу у доњем току Тигра и Еуфрата.

### Горња Месопотамија
Горња Месопотамија се простире између реке Тигар северно од града СамараСамаре и Еуфрара северно од Хита и део је веће која се шири у Сирију и ТурскаТурску. Реке у овој овласти теку кроз дуборе долине и наводањавање је овде теже него у доњем току. Већи део ове зоне се може подвести под пустињу.

### Доња Месопотамија
Доња Месопотамија је алувијална равница која почиње северно од Багдада и шири се према Персијском заливу. Цела област је речна делта испреплетена каналима између две реке Тигра и Еуфрата.

## Клима
Ирак се налази у сувој климатској зони. Лета су врућа и с мало падавина, а зиме благе и влажне. Док у Сиријској пустињи могу проћи године а да не падне киша, у планинској регији на североистоку земље зими пада снег. Годишњи ниво падавина у овом подручју прелази 1000 милиметара, док је у Месопотамији количина падавина углавном мања од 30 милиметара. У Багдаду, који је смештен и у њеном средишту, просечна температура у јануару износи 9 °C, а у јулу 33 °C. Температурне вредности неретко лети пређу екстремну границу од 50 °C.

## Хидрографија
Регија између река Еуфрата и Тигра назива се Месопотамија и представља житницу блискоисточних земаља. Реке теку кроз Ирак са северозапада према југоистоку. Средишњи делови њихових токова натапају поља и плантаже агрума и палми датуља подигнуте на месту посечених шума у којима су најзаступљенија била стабла храста, платана, врбе и тополе. Доње токове ових река прате мочварна подручја с пуно трске која су станиште бројних птица селица. Око 150 километара северно од ушћа у Персијски залив Еуфрат и Тигар се спајају у реку Шат ел Араб. Ирачка морска обала дуга је око 60 километара. На западу тока реке Еуфрат рељеф се поступно успиње прелазећи у Сиријску пустињу, која се простире и по суседним зељама. У овом природном простору вегетација је пустињска с тек покојим грмом траве или трновитим трајницама.